# Cheilodipterus arabicus
Cheilodipterus arabicus es una especie de pez del género Cheilodipterus, familia Apogonidae. Fue descrita científicamente por Gmelin en 1789.
Se distribuye por el Océano Índico Occidental: mar Rojo, Tanzania, Mozambique, Seychelles e India. La longitud estándar (SL) es de 18 centímetros. Habita en pequeñas agregaciones alrededor de los corales. Puede alcanzar los 25 metros de profundidad.
Está clasificada como una especie marina inofensiva para el ser humano.